# Чеське князівство
Че́ське князі́вство (чеськ. České knížectví), знане також як Богемське герцогство (лат. Ducatus Bohemiæ; нім. Herzogtum Böhmen) — колишня частина Великої Моравії, яка стала самостійним князівством у ІХ столітті і припинила існування на початку ХІ сторіччя, коли ввійшла до складу Священної Римської імперії. Династія Пржемисловичів, яка правила Богемією з ІХ століття, залишалася при владі упродовж усього Високого Середньовіччя до припинення роду по чоловічій лінії зі смертю Вацлава III Богемського у 1306 році. За Оттокара I, в 1198 році, Чеське князівство підвищилося в статусі до спадкового королівства. 

## Історія
Близько 550 року землі, що охоплювали Чесько-Моравську височину і навколишні Богемський ліс, Рудні гори, Судети заселили західні слов'яни, а в VII столітті місцеві чеські племена увійшли у племінний союз на чолі з франкським купцем Само (помер 658 р.). «Богемія» як географічний термін, ймовірно, походить від кельтських (галльських) племен Боїв, що вперше згадуються у франкських джерелах ІХ століття. У 805 році імператор Карл Великий зібрався завоювати ці землі, того ж року він вдерся до Богемії і обложив легендарну фортецю Канбург. Однак чеські війська уникали відкритого бою і відійшли у дрімучі ліси, де чинили партизанські напади. Сорок днів по тому імператору довелося вивести свої війська через відсутність провізії. Коли наступного року франкські війська повернулися, палячи і спустошуючи чеські землі, місцеві племена були змушені, нарешті, здатися і визнати залежність від імперії Каролінгів.
Тоді, як у середині ІХ століття франкська держава розпалася, Богемія підпала під владу Великоморавської держави, що постала близько 830 р. У 874 р. князь Святополк I з династії Моймировичів досяг угоди зі східнофранкським королем Людовиком Німецьким і підтвердив свою владу над Богемією. З роздрібненням Великої Моравії внаслідок угорських вторгнень до Європи близько 900 р. Богемія почала формуватися як самостійне князівство. Вже в 880 р. князь із роду Пржемисловичів Боривой із чеського города Леві-Градець (на початку — намісник князя Святополка I), якого охрестив архієпископ Великої Моравії Мефодій Солунський у 874 р., переніс свою резиденцію до Празького града і почав підкорювати басейн річки Влтава.
По смерті Боривоя у 888/890 рр. Велика Моравія на короткий час відновила контроль над зародженим чеським князівством до 895 р., його син Спитігнєв разом із князем Вітізла з династії Славниковичів присягнув на вірність Східнофранкському королю Арнульфові Каринтійському в Регенсбурзі. Він та його молодший брат Вратислав І потім правили в Центральній Чехії навколо Праги. Вони спромоглися оборонити своє володіння від угорських полчищ, які розгромили Східнофранкське військо у Битві при Прессбурзі 907 року під час угорського завоювання Карпатського басейну. Відрізане від Візантії угорською присутністю чеське князівство існувало як незалежна держава, хоча все ще в тіні Східнофранкського королівства; князі платили данину баварським герцогам в обмін на підтвердження миру. Син Вратислава Вацлав, що правив із 921 р., приймався вже як голова чеського племінного союзу, однак йому доводилося протистояти ворожості свого сусіда герцога Баварії Арнульфа та його могутнього союзника саксонського короля Генріха I. Вацлав зберіг свою княжу владу, підкорившись королю Генріху в 929 р., після чого його вбив брат Болеслав I.

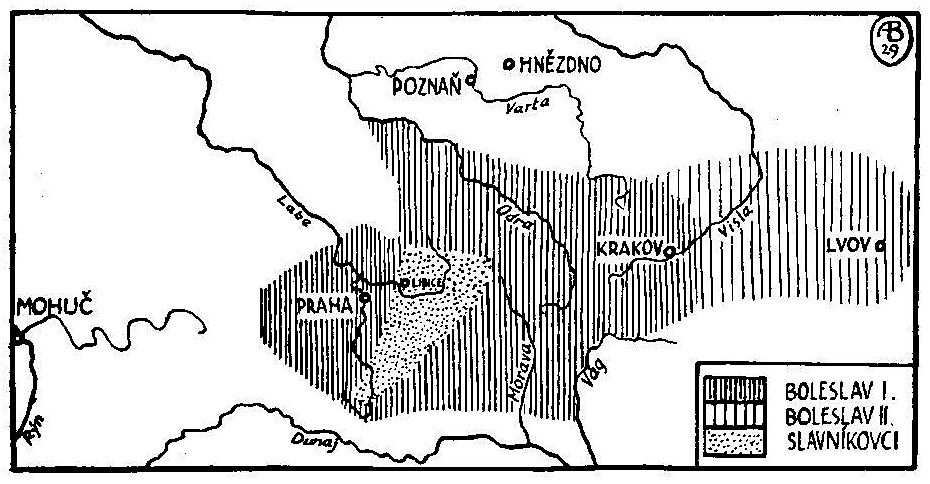
Богемія за Болеслава I і Болеслава IІ

Сходячи на чеський трон у 935 році князь Болеслав завоював прилеглі землі Моравії і Сілезії, а також розширив володіння на сході далі до Кракова. Він учинив опір наступникові Генріха королю Оттону I, перестав сплачувати данину, напав на союзника саксів у північно-західній Богемії і в 936 увійшов до Тюрингії. Після затяжного збройного конфлікту король Оттон I у 950 р. взяв в облогу замок, що належав синові Болеслава, і Болеслав, нарешті, підписав мирний договір, де він визнав сюзеренітет Оттона І і пообіцяв поновити виплату данини. Чеські війська Болеслава як союзника короля билися поруч з німецькою армією у Битві на річці Лех 955 року і після поразки угорців він одержав землі Моравії на знак визнання своїх заслуг. Менш очевидним є те, що саме Болеслав хотів здобути своєю участю у війні проти племен ободритів далеко на півночі, коли він пізніше пішов придушувати повстання двох слов'янських князів (Стойгнева і Накона) у саксонській Біллунзькій марці. Імовірно, Болеслав хотів упевнитися, що німецькі сусіди не заважатимуть йому розширювати чеські володіння на схід. Прикметно, що Празьку архієпархію, засновану 973 року під час правління князя Болеслава II, було підпорядковано архієпископству Майнца, Таким чином, правителі з династії Пржемисловичів використовували німецьке союзництво для зміцнення своєї влади у боротьбі з незмінно бунтівною місцевою знаттю та одночасно з усіх сил намагалися зберегти свою автономію від імперії. Чеське князівство вдалося остаточно згуртувати в 995 році, коли Пржемисловичі розгромили своїх суперників із династії Славниковичів, об'єднали чеські племена і встановили форму централізованого правління, яку, однак, стрясали внутрішні династичні чвари. Уже в 1002 князь Владивой домігся жалуваної грамоти на Чеське князівство з рук короля Генріха II, після чого внутрішньо повністю суверенне Чеське князівство стало частиною Священної Римської імперії. Після того, як Владивой наступного року помер, польський князь Болеслав I Хоробрий загарбав Богемію і Моравію. У 1004 р., після того, як за допомогою німецького короля Генріха II поляків було знову вигнано з Чехії, чеський князь Яромир отримав свою країну від короля у феодальне володіння. Чеський князь Бржетислав відвоював моравські землі в 1029 р., якими відтоді зазвичай правив молодший син того чи іншого чеського короля. Близько 1031 р. Бржетислав вдерся до Угорщини, щоб завадити її подальшому розширенню, і в 1035 р. допоміг імператору у боротьбі проти лужичан. У 1039 він вторгся до Польського королівства, захопив Познань і розорив Гнєзно, після чого завоював частину Сілезії, включаючи Вроцлав. Зруйнування Гнєзна підштовхнуло польських правителів перенести свою столицю до Кракова. 1040 року Бржетислав у битві при Брудеку (чеськ. Brůdek) розбив військо німецького короля Генріха ІІІ, що вдерлося до Чехії. Але в наступному році Генріх ІІІ обложив Бржетислава у Празі і приневолив його зректися усіх завоювань, окрім Моравії. У 1047 Генріх уклав мирний договір між Бржетиславом і поляками.
Син Бржетислава Вратислав II підтримував Генріха у його боротьбі проти Папи, антикоролів і заколотників у Саксонії за час його довгого владарювання. Чеські війська виявили неабияку хоробрість, і в 1083 році він вступив з Генріхом та його збройними силами у Рим. За підтримку Генріх присвоїв йому довічний королівський титул, і Вратислав у 1085 році став першим королем Богемії. Проте зовнішня політика його наступника Бржетислава II спрямовувалася головним чином на сілезький конфлікт, коли поляки не платити мита за відступлені Бржетиславом I території.
У 1147 чеський князь Владислав II супроводжував німецького короля Конрада III у Другому хрестовому поході, але зупинився під Константинополем. Завдяки військовій підтримці імператора Фрідріха І Барбаросси з боку Владислава в боротьбі проти північних італійських міст (особливо Мілана) останнього було обрано 11 січня 1158 року королем Чехії, тим самим Владислав ІІ став другим чеським королем.

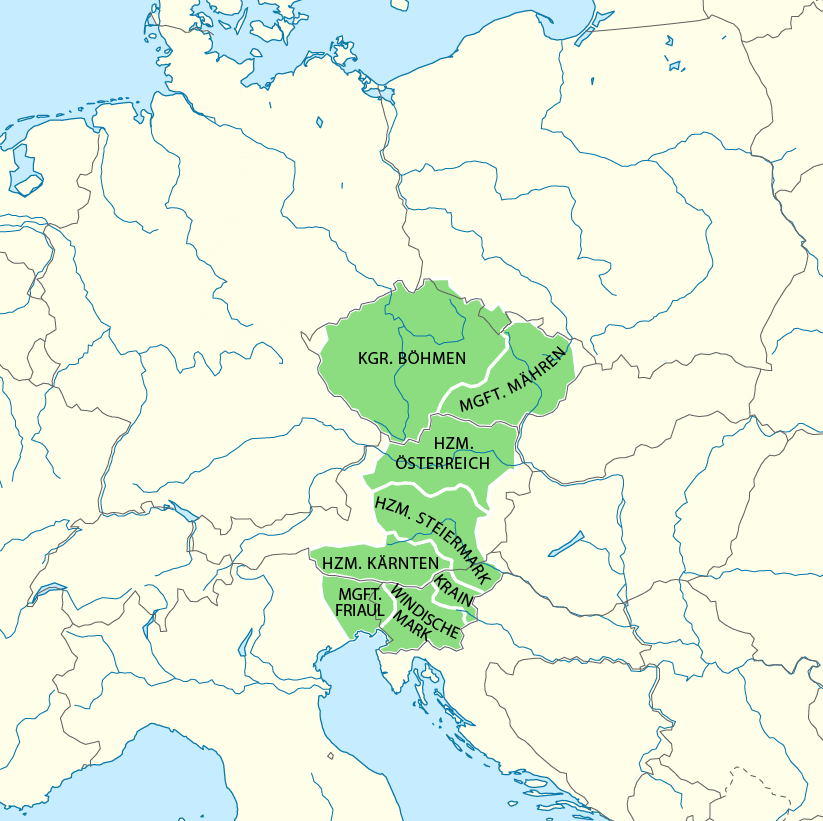
Землі короля Оттокара II

## Богемське королівство
1212 року Оттокар I (1192—93 і 1197—1230), маючи титул короля з 1198 року, одержав від імператора Золоту сицилійську буллу (офіційний указ), що підтверджувала королівський титул для Оттокара і його нащадків, а князівство було перейменовано на королівство. Чеський король звільнявся від усіх майбутніх зобов'язань перед Священною Римською імперією, за винятком участі в імперських радах. Імперську прерогативу ратифікувати кожного чеського володаря і призначати празького єпископа було відкликано. Щоб дати можливість своєму синові правити країною, Оттокар встановив спадкування за агнатично-когнатичної прімогенітурою, тоді як перед тим могла керувати країною старша дитина незалежно від статі. У ті часи країна досягла свого найбільшого територіального ззростання, тому вони вважаються за Золоту добу. 1310 року Чеська корона перейшла до династії Люксембургів аж до смерті Сигізмунда І в 1437 році. Після середньовіччя Богемське королівство залишалося під владою Габсбургів до розпаду Австро-Угорщини після Першої світової війни.